# Tragetasche
Eine Tragetasche (österreichisch Sackerl, englisch tote bag) dient zum kombinierten Transport kleinerer Güter. Zum Tragen sind häufig Trageriemen oder Einlassungen vorgesehen, durch die eine Hand hindurchpasst.
Am gebräuchlichsten sind Tragetaschen aus verschweißten Kunststofffolien, die Plastiktüten. Diese sind überwiegend mit Marketingaufdrucken in Form von Werbung versehen. Daneben sind auch Tragetaschen aus Textilgewebe oder Papier gebräuchlich, gelegentlich auch Netztragetaschen. Für den Transport schwerer Güter sind durch Fasern verstärkte Tüten gebräuchlich.
Tragetaschen werden größtenteils zu Werbezwecken bedruckt. Hierfür wird für Papiertragetaschen hauptsächlich das Offset- oder das Flexodruckverfahren angewandt. Kunststofftragetaschen werden im Flexodruckverfahren und Tragetaschen aus Baumwolle im Siebdruckverfahren bedruckt.

## Produktbeispiele

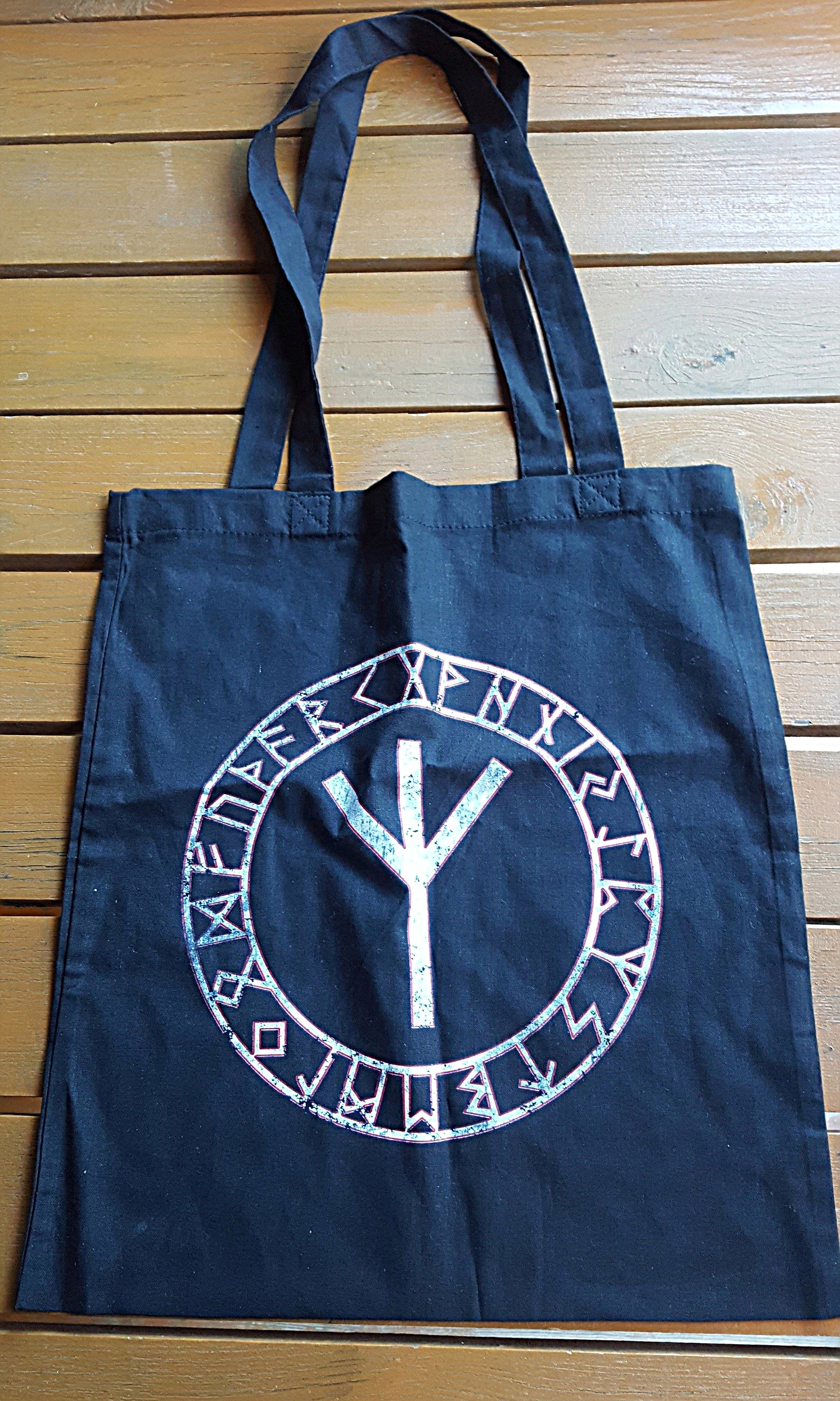
Baumwolltasche mit den Runen des älteren Futhark sowie einer großen Algiz-Rune
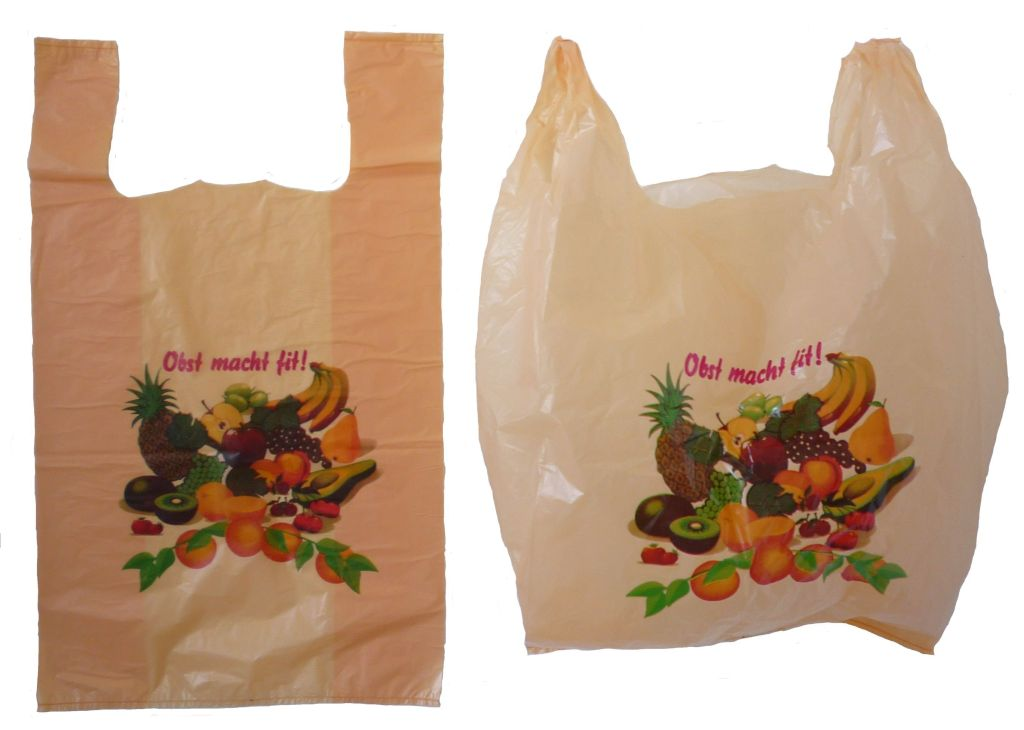
Tüte aus Kunststofffolie (als Hemdchentüte bezeichnet)
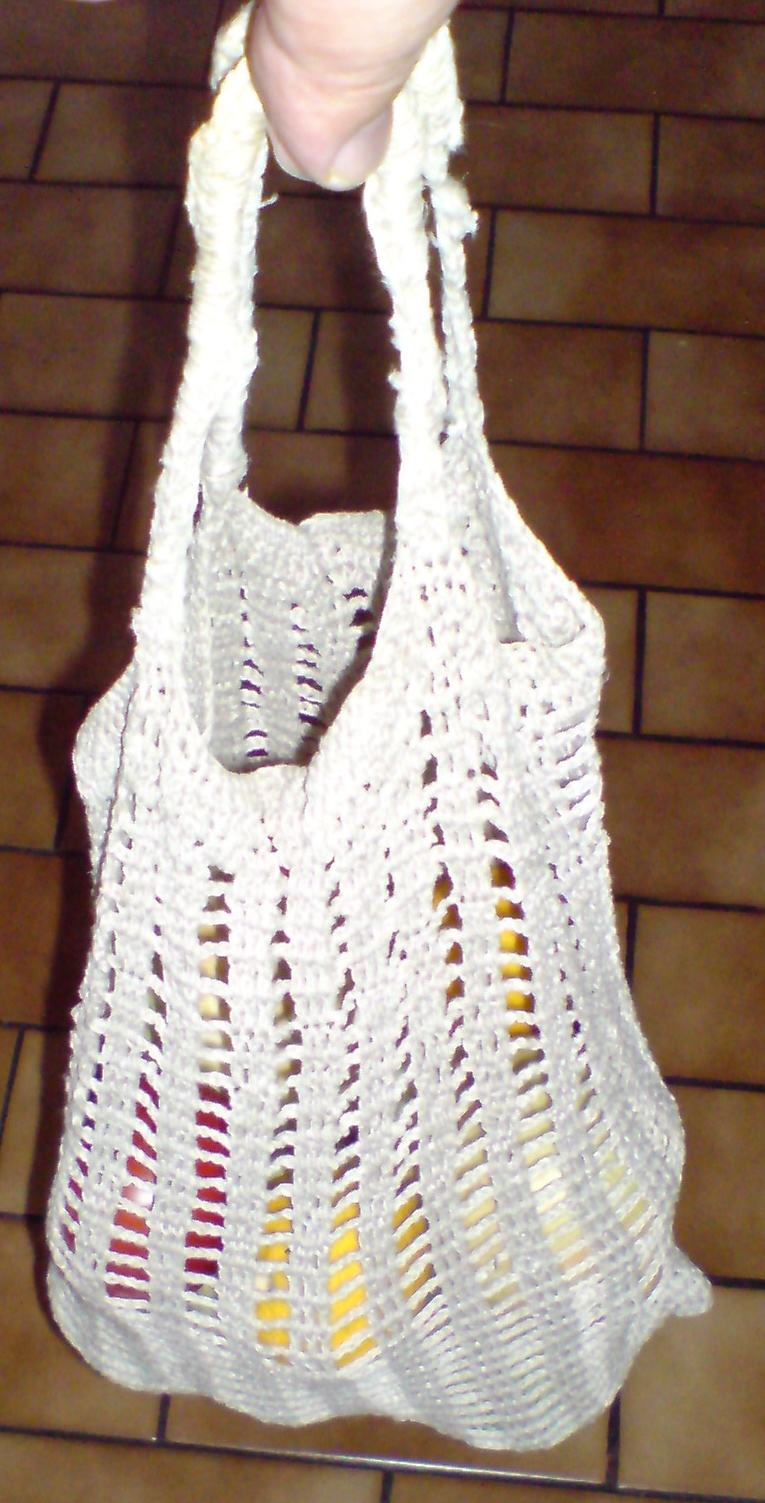
Wiederverwendbare Netztragetasche
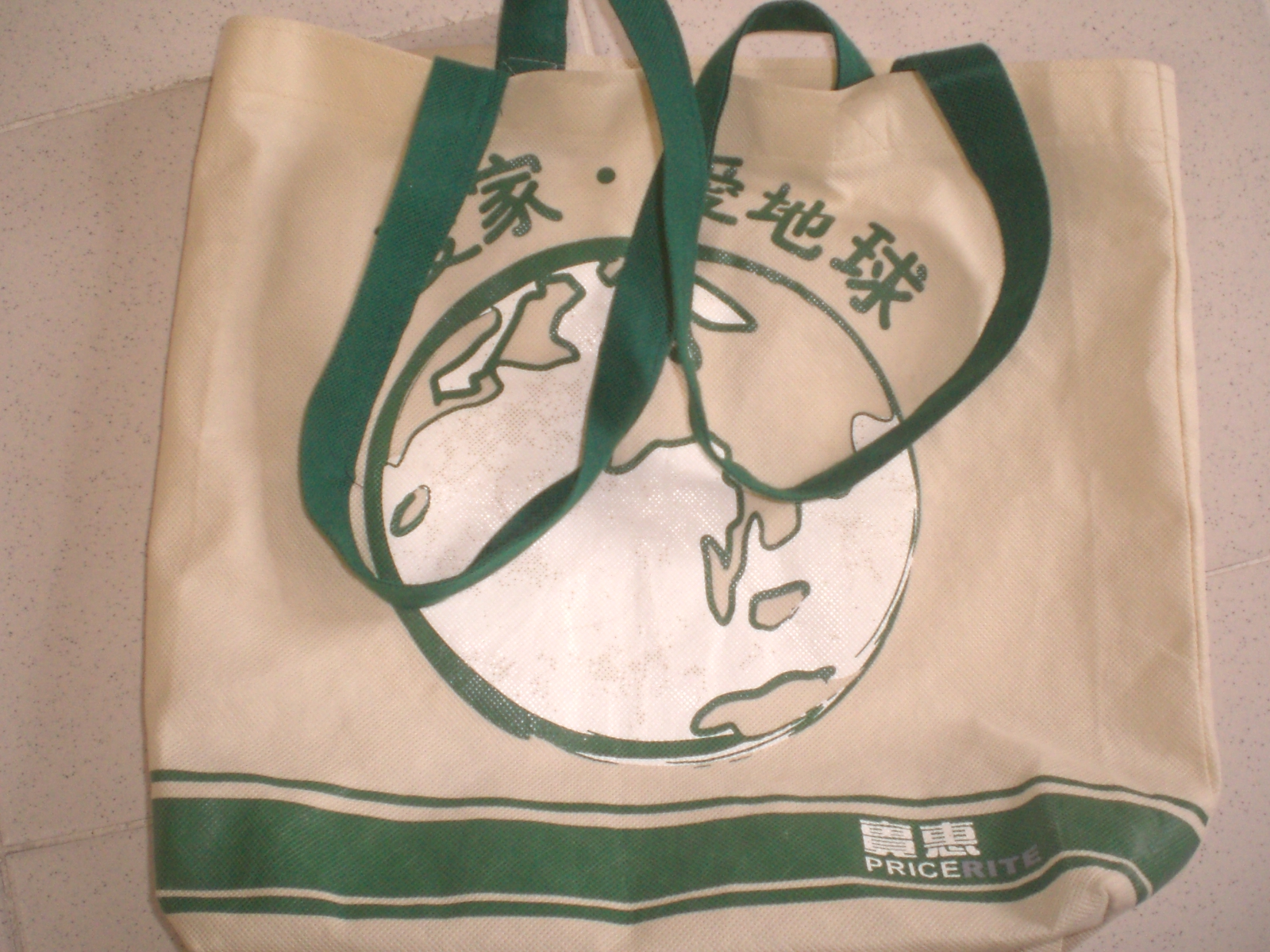
Wiederverwendbare Textiltragetasche
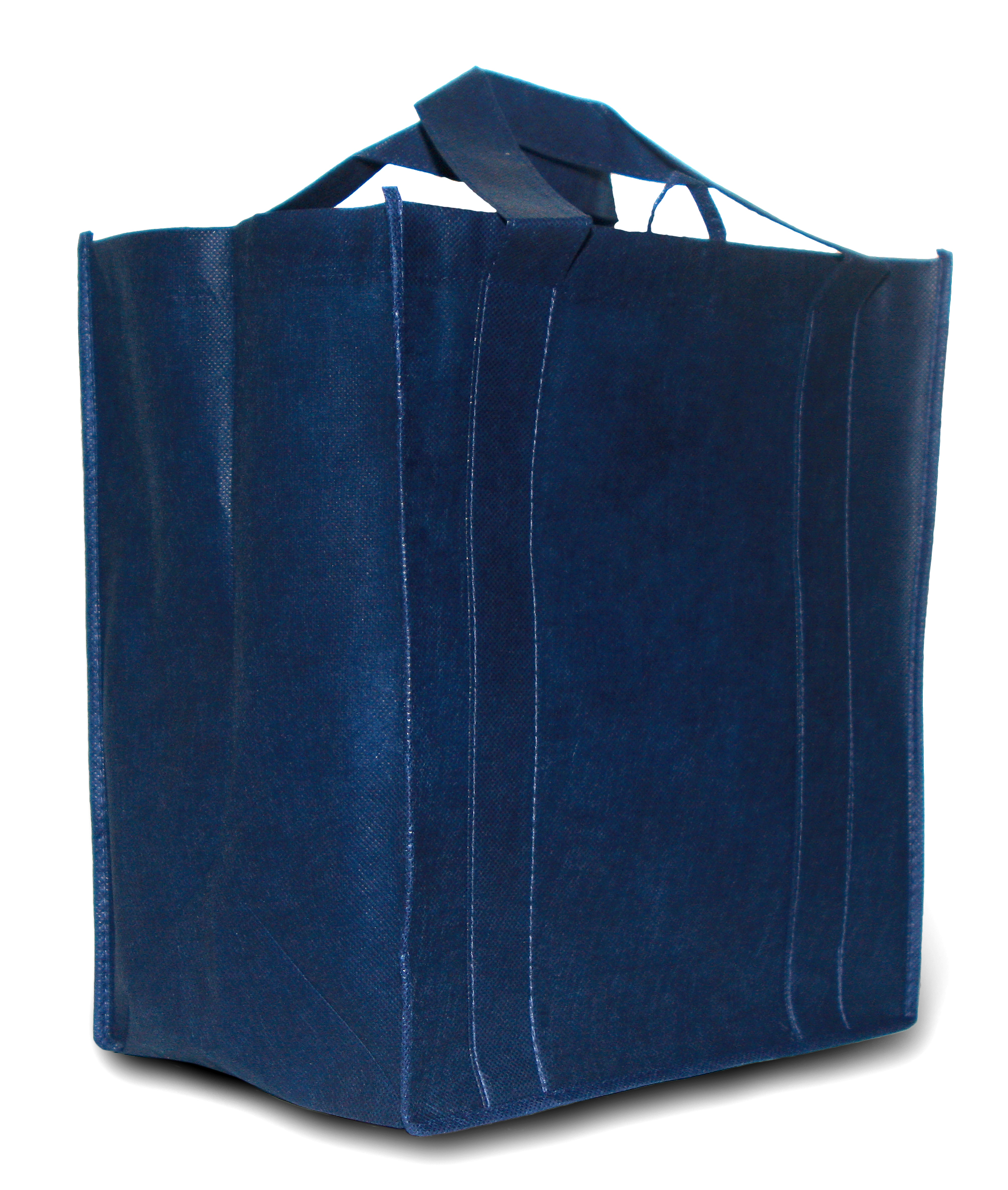
Wiederverwendbare feste, faltbare Textiltragetasche